# Laterns
Laterns è un comune austriaco di 662 abitanti nel distretto di Feldkirch, nel Vorarlberg.